# Suchovršice
Suchovršice (en allemand : Saugwitz) est une commune du district de Trutnov, dans la région de Hradec Králové, en République tchèque. Sa population s'élevait à 369 habitants en 2020.

## Géographie
Suchovršice est arrosée par l'Úpa, un affluent de l'Elbe, et se trouve à 2 km au nord-ouest du centre de Úpice, à 8 km au sud-est de Trutnov, à 37 km au nord-nord-est de Hradec Králové et à 122 km au nord-est de Prague.
La commune est limitée par Velké Svatoňovice au nord et à l'est, par Batňovice au sud-est, par Úpice au sud, et par Trutnov à l'ouest et au nord-ouest.

## Histoire
La première mention écrite de la localité date de 1545.